# Porta gia ton ouranó
Porta gia ton ouranó (en griego Πόρτα για τον ουρανό «Puerta hacia el cielo») es el primer sencillo de Vrisko to logo na zo, el cuarto álbum de estudio de la cantante griega Helena Paparizou. La canción fue lanzada como sencillo el 8 de abril de 2008 en todas las estaciones de radio de Grecia y Chipre.

## Información sobre la canción
El sencillo debutó oficialmente el 8 de abril de 2008 cuando fue radiada por "Kosmoradio of Thessaloniki". En Atenas la canción se escuchó por primera vez en "Sfera Radio".
La música fue compuesta por Per Lidén, Niclas Olausson y Toni Mavridis. Las letras fueron escritas por Eleana Vrahali, mientras que la fotografía usada en la portada del sencillo fue tomada por Alexandros Grammatopoulos.

## Videoclip
El video de la canción fue realizado y dirigido por Alexandros Grammatopoulos. El video comenzó con su grabación el 8 de abril y se publicó el 14 de abril.
En el videoclip ya nos encontramos con una Helena con otro estilo. El video se basa en un mismo lugar que tiene como objetos principales: una cabina de teléfono roja y un banco. El paisaje va cambiando a lo largo de la grabación, primavera, otoño...